# Спільний рід
Спільний рід — рід іменників української та інших мов, які можуть позначати осіб обох статей, закінчуються на голосні: -а (-я) (рідше -о, -е (-є), -і). В реченні вони набувають роду тієї особи, яку позначають, що проявляється в роді пов'язаних з ними прикметників, займенників, дієслів або за змістом речення (контекстуально).
Іменники спільного роду існують у тій чи іншій мірі в усіх слов'янських мовах, особливо характерні для східнослов'янських. Їх точну кількість складно оцінити через те, що частина з них поширені в діалектному мовленні, а тому часто не проходять критеріїв для включення до нормативних словників. Група слів спільного роду розширюється і назвами родів діяльності: вони позбавлені негативного чи діалектного відтінків.

## Класифікація
Оскільки іменники спільного роду можуть позначати як чоловіче, так і жіноче, більшість вчених називають їх граматичними омонімами (як-от І. Р. Вихованець), іноді (В. В. Мерінов) — граматичною полісемією (бо однозначно судити про їх рід не можна). Т. Ю. Мороз називає це семантико-граматичною асиметрією у вигляді омонімії граматичних форм. Є і ті (В. О. Горпинич, А. П. Загнітко), хто критикують термін «спільний» рід.
Закінчення -а(-я) є основною ознакою іменників спільного роду. Серед іменників спільного роду немає слів з нульовим закінченням (закінченням на приголосний звук), оскільки так змінювати своє родове значіння, як це роблять слова спільного роду, можуть лише слова з жіночим закінченням. Є й виключення іншомовного походження: модель у значенні професії.
| Семантична група слів середнього роду | Спосіб творення чи група класифікації                                           | Приклади слів |
| --- | ------------------------------------------------------------------------------- | --- |
| Назви осіб за їх характерними діями або рисами поведінки (здебільшого негативні)                                                                 | Суфікси-закінчення: -а, -я                                                      | - базіка, заїка, каліка, задавака, писака, читака, лежебока, посіпака, забіяка, гуляка, гультіпака, кусака, витріщака, задерика, заволока, вискочка, чомучка - плакса, підлиза, зануда, ябеда, нахаба, роззява, гульвіса, розумаха, розтелепа, замазура, замурза, рева, вереда, жадина, гадина, єхидна - нероба, ненажера, невдаха, нерівня, незграба, нечупара, нездара, нікчема, неотеса, непосида, недотепа, недоучка, недоріка, недоторка - потвора, бідолаха, сіромаха, ґава, вереда, сердега, сірома, бідака - знайда, причепа, приблуда, заброда, білоручка, зайдиголова, паливода - убивця, кровопивця, п'яниця, тихоня, пустомеля, розмазня, бруднуля, соня, нехлюя |
| Назви осіб чоловічого або жіночого роду зі значенням згрубілості, збільшеності (здебільшого негативні)                                           | Суфікси: -ук-, -юк-, -уч-, -юч-, -уг-, -юг- з закінченнями -а, -я та -о, -е, -є | - злюка, тварюка, звірюка - ледацюга, волоцюга, бандюга, жаднюга - вовчисько |
| Назви осіб за їх характеристиками (здебільшого негативні)                                                                                        | Суфікс-закінчення: -о                                                           | - брехло, базікало, одоробло, агакало, мурло, хамло - всезнайко, незнайко, чванько, сонько, забудько, дурко, бецько - ледащо - убоїще |
| Назви осіб за їх характеристиками або родом діяльності (без негативної конотації)                                                                | Закінчення: -а, -я                                                              | - молодчина, трудяга, стиляга, симпатяга - шульга, сусіда, сирота, сиротина, лівша, правша - голова, староста, рибалка, колега, листоноша, слуга, юнга, бариста - вельможа - суддя, тесля, рівня, повія |
| Назви осіб за родом діяльності іншомовного походження, що не відмінюються (без негативної конотації) — вживаються за аналогією до спільного роду | Закінчення: -а, -о, -е, -є, -і                                                  | - аташе, сомельє, шансоньє, портьє, конферансьє, рантьє, шоколатьє, кюре - рефері, денді - імпресаріо, маестро, піцайоло |

## Вживання та узгодження
Іменники спільного роду можуть позначати осіб обох статей, а своє граматичне значення однозначно реалізують лише в контексті. З морфологічного погляду іменники спільного роду належать до чоловічого чи жіночого роду залежно від статі, котру позначають. Рід іменників спільного роду визначається синтаксично, за допомогою:
- аналітичних засобів і форм узгоджуваних (прилеглих) прикметників, займенників, дієслів:
  - Сусідо мила, сусідо близенька, красна, хороша й невеличенька (Б. Грінченко, «Словарь української мови»).[5]
  - Десь узявся близький сусіда (Б. Грінченко, «Словарь української мови»).[5]
  - Повідомлено про підозру у колабораціонізмі адвокатці з Мелітополя, яка стала суддею окупаційного суду (Офіс Генерального прокурора)[9].
  - Суддя не мстивий, а всім страшливий (Б. Грінченко, «Словарь української мови»).
  - Заспіває та й згадає, що він сиротина… (Т. Шевченко)[5]
  - Отакий-то мій Ярема, сирота убогий! (Т. Шевченко).[2]
  - Отож той самий сиротина… одежу справив,.. купив садочок (Т. Шевченко).[5]
  - Йонька був якийсь невдаха, все йому не в руки потрапляло, а ковзало між пальцями (Г. Тютюнник).[3]
  - А дитини й той нероба може доглянути (Леся Українка).[5]
  - Мудрий, як той недотепа, що від дощу в річку ховався (народна творчість).[3]
  - Забарилась недотепа — от тобі й халепа (народна творчість).[3]
  - На запитання, що думають її діти про те, що вона стала теслею, вона відповідає, що вони про це взагалі не думають (NATO News).
  - Вона так зо мною обходиться, наче б я була її слуга (Л. Українка).[5]
  - Ти всюди був мені слугою вірним (К. Бай)
  - Вереда сам себе раз на рік любить (народна творчість).
- відповідного контексту (граматичного зв'язку з залежними від них, неприлеглими, словами: означеннями, присудками — дієсловами минулого часу, умовного способу):
  - Кого ж сиротина, кого запитає? І хто їй розкаже,.. де милий ночує? А дівчина-сиротина у наймах марніє. (Т. Шевченко)[5]
  - Що каліка виробляє? Криницю копає! І викопав (Т. Шевченко).[5]
  - Попри це, Марія, так звуть баристу, продовжувала усміхатися та готувати каву (Великий Київ)[10].
  - Катруся підростала… Бач, і сирота, а всім була навдивовижу (Т. Шевченко).[5]
  - Була собі Гандзя, каліка небога (Т. Шевченко).
  - Виступає дівчина — голова колгоспу (О. Гончар).
  - Соня та ледацюга — рідні брати (народна творчість).
  - Груня мовчала, не перечила, коли свекруха називала її невдахою (Кость Гордієнко)[3].

В рідкісних випадках слова спільного роду застосовуються до осіб чоловічої статі, проте з жіночими прилеглими прикметниками (зустрічається переважно в художній чи розмовній мові):
- Ховайсь, проклята неотеса! (І. Котляревський)
- Менший брат, піша пішаниця, теє зачуває… І тоді найменший брат, піша пішаниця, на ноги встав (народна дума).
- Куди йому грішному! Там така з його недомова (Б. Грінченко, «Словарь української мови»).
- Він — моя дружина (в значенні подружня пара, тут: чоловік).

| Слово спільного роду      | Вжиток щодо особи чоловічого роду | Вжиток щодо особи жіночого роду | Приклад вживання (наведено жіночі форми як менш поширені) |
| ------------------------- | --------------------------------- | ------------------------------- | --- |
| рибалка                   | завзятий рибалка                  | завзята рибалка                 | Була рибалкою, продавчинею і парафіянкою: Путін вітав з Новим роком з підставними військовими (Галицький Кореспондент) |
| листоноша                 | волинський листоноша              | волинська листоноша             | До роботи листоношею Ірина Омельчук працювала лаборанткою, згодом начальницею цеху на виробництві (Суспільне Луцьк). |
| голова                    | почесний голова                   | почесна голова                  | Виступає дівчина — голова колгоспу (О. Гончар). Померла активна громадська діячка, Почесна союзянка, голова Нововолинського осередку Суспільної служби України... (медіа, О. Синчак).                                                                        |
| суддя                     | досвідчений суддя                 | досвідчена суддя                | Галки на стіні Сидять, мов судді марноти людської (М. Рильський). Суддя швидко зачитала заяву, називаючи їх «позивачем» i «відповідачкою» (І. Роздобудько).                                                                                                  |
| староста                  | староста-засновник                | староста-засновниця             | Ліда вчиться дуже добре, і її обрали старостою класу (О. Копиленко). Староста пригадала й про спротив ... під час реорганізації середньої школи у Василівці (Укрінформ). Староста Аліна Святнюк разом з дітьми виготовляє окопні свічки (Суспільне Житомир). |
| колега                    | ініціативний колега               | ініціативна колега              | Як пояснила інша моя колега Марі-Франсуаз Таннер ... про Рембо складено тисячі дисертацій. (М. Уельбек, пер. І. Рябчій) |
| тесля, проте: тесляр(-ка) | вправний тесля                    | вправна тесля                   | Протягом наступного десятиріччя Матцінґер випробувала низку найрізноманітніших способів заробітку – прасувала сорочки (10 центів за сорочку), чистила цеглу (2 центи за цеглину), була теслею... (Куншт)                                                     |
| юнга                      | юнга-мандрівник                   | юнга-мандрівниця                | Адже Мокран вірив їй, що до кораблетрощі вона була юнгою... (Венера Курі-Гата, пер. Євгенії Кононенко). |
| бариста                   | столичний бариста                 | столична бариста                | Дівчина, яка працює там баристою, продовжила варити каву одразу після вибухів (НВ). |
| аташе                     | військовий аташе                  | військова аташе                 | Я хочу висловити величезну вдячність і повагу ... аташе з культури Ользі Мішкіній (медіа, О. Синчак). Валерія Романова — українська військова аташе у Російській Федерації (BBC News).                                                                       |
| шансоньє                  | знаменитий шансоньє               | знаменита шансоньє              | Ольга Гріга, відома українська шансоньє під псевдонімом «AMICA»... (медіа) |
| рефері                    | професійний рефері                | професійна рефері               | Рефері, на яку було здійснено напад, стала арбітринею ФІФА (Футбол24). |
| піцайоло                  | піцайоло-практикант               | піцайоло-практикантка           | Там піцайоло — в основному чоловіки. Та сьогодні кількість жінок, які працюють піцайоло, збільшилася. (Журнал "Ресторатор"). |
| модель                    | модель та інфлюєнсер              | модель та інфлюєнсерка          | Будучи перспективною моделлю цього модного дому, він брав участь у численних показах (медіа). |

## Інші випадки

### Подвійний рід
Щодо слів спільного роду вживається іноді (І. Г. Матвіяс, Т. Ю. Мороз) також термін «подвійний» рід, який, проте, є ширшим або й відмінним поняттям. Деякими вченими поширюючись на слова середнього роду (щодо осіб жіночої та чоловічої статі на -а(-я)), так званий подвійний рід може включати цілком відмінні групи слів, котрі:
- утворюються суфіксами -ищ(е)-, -иськ(о)-,
- поєднують не чоловічий рід із жіночим, а один із них і середнім:
  - чол. р. + сер. р.: дідище, вітрисько, вовчище, будячище, хлопчисько, тракторище, дубище, ножище, ставище, басище;
  - жін. р. + сер. р.: бабище, відьмище, дівчисько, дівчище, головище;
- можуть вживатися і щодо неістот: ставище, вітрисько, головище, димище, дубище, бачище[2], базарисько, базарище, стожище[5].

### «Спільний» рід прізвищ
Ознаки спільного роду можуть також проявляти українські прізвища на -ко, -чук(-юк): (Тарас, Ірина) Шевченко, (Улас, Віра) Самчук. Проте це зберігається не скрізь, оскільки такі прізвища відміняються у вжитку щодо чоловіків, але не змінюються, коли стосуються жінок.

### Жіночий рід з ознаками спільного
Ряд слів жіночого роду мають ознаки спільного, оскільки можуть вживатись щодо осіб чоловічої статі. При цьому прилеглі прикметники зберігаються жіночого роду, а решта членів речення набуває чоловічого роду:
- Він людина небезпечна, його треба викинути з нашого товариства (Російсько-український словник).
- Не треба уважати на Антонову лайку, бо він людина непритаманна (О. Кониський).
- У вдовиці був син, дитина єдина... (Марко Вовчок)
- Як персону світську, його не запрошували на собор (Наливайко).
- А що він за така персона? Чому його не зачіпати? (В. Собко)
- А Маковей... ось він власною персоною! (О. Гончар)
- Загалом, вів далі міністр, він уже давно не вихователь. Просто приватна особа й поет. (В. Кам’янець, перекл. Д. Кельмана)
- Стівен Гендрі — британська модель, колишній професійний футболіст. (медіа)
- Він дума, як голова, то й велика цяця?! (П. Мирний)
- Усі будуть з вас сміятись, усі осуждати, усі цуратимуться вас, що у вас через жінку уся рідня мужики… (Г. Квітка-Основ’яненко)
- У Польщі священника підозрюють у влаштуванні оргії за участю чоловіка-повії: що відомо про секс-скандал (Українська правда)[18].